# Lista de antigos territórios portugueses
Esta é uma lista de antigos territórios portugueses ordenados alfabeticamente. 

## A
| Antigo território | País actual      | Início da soberania portuguesa | Fim da soberania portuguesa |
| Acra              | Gana             | 1557                           | 1578                        |
| Adonara           | Indonésia        | 1599                           | 1859                        |
| Aguz              | Marrocos         | 1506                           | 1525                        |
| Alcácer-Ceguer    | Marrocos         | 1458                           | 1550                        |
| Amboíno           | Indonésia        | 1576                           | 1605                        |
| Angola            | Angola           | 1575                           | 1975                        |
| Ano Bom           | Guiné Equatorial | 1474                           | 1778                        |
| Arguim            | Mauritânia       | 1461                           | 1633                        |
| Arzila            | Marrocos         | 1471                           | 1589                        |
| Azamor            | Marrocos         | 1513                           | 1541                        |

## B
| Antigo território | País actual  | Início da soberania portuguesa | Fim da soberania portuguesa |
| Bandar Abbas      | Irão         | 1514                           | 1622                        |
| Barbados          | Barbados     | 1536                           | 1620                        |
| Barém             | Barém        | 1521                           | 1602                        |
| Guiné-Bissau      | Guiné-Bissau | 1446                           | 1974                        |
| Brasil            | Brasil       | 1500                           | 1822                        |

## C
| Antigo território     | País actual  | Início da soberania portuguesa | Fim da soberania portuguesa |
| Cabo Verde            | Cabo Verde   | 1462                           | 1975                        |
| Cacheu                | Guiné-Bissau | 1588                           | 1974                        |
| Ceilão                | Seri Lanca   | 1517                           | 1658                        |
| Ceuta                 | Espanha      | 1415                           | 1640                        |
| Chatigão              | Bangladexe   | 1528                           | 1666                        |
| Colônia do Sacramento | Uruguai      | 1680                           | 1777                        |
| Coulão                | Índia        | 1518                           | 1661                        |

## F
| Antigo território | País actual      | Início da soberania portuguesa | Fim da soberania portuguesa |
| Fernando Pó       | Guiné Equatorial | 1474                           | 1778                        |
| Flores            | Indonésia        | 1511                           | 1851                        |

## G
| Antigo território | País actual  | Início da soberania portuguesa | Fim da soberania portuguesa |
| Guiana            | França       | 1809                           | 1817                        |
| Guiné Portuguesa  | Guiné-Bissau | 1879                           | 1974                        |

## H
| Antigo território | País actual | Início da soberania portuguesa | Fim da soberania portuguesa |
| Hirado            | Japão       | 1513                           | 1571                        |

## I
| Antigo território | País actual | Início da soberania portuguesa | Fim da soberania portuguesa |
| Índia Portuguesa  | Índia       | 1500                           | 1961                        |

## L
| Antigo território | País actual | Início da soberania portuguesa | Fim da soberania portuguesa |
| Lembata           | Indonésia   | 1515                           | 1859                        |

## M
| Antigo território | País actual | Início da soberania portuguesa | Fim da soberania portuguesa |
| Macassar          | Indonésia   | 1512                           | 1665                        |
| Macau             | China       | 1553                           | 1999                        |
| Malaca            | Malásia     | 1511                           | 1641                        |
| Maldivas          | Maldivas    | 1558                           | 1573                        |
| Mascate           | Omã         | 1507                           | 1650                        |
| Masulipatão       | Índia       | 1598                           | 1610                        |
| Mazagão           | Marrocos    | 1514                           | 1769                        |
| Melinde           | Quénia      | 1500                           | 1630                        |
| Moçambique        | Moçambique  | 1501                           | 1975                        |
| Mogador           | Marrocos    | 1506                           | 1510                        |
| Mombaça           | Quénia      | 1593                           | 1729                        |

## N
| Antigo território | País actual | Início da soberania portuguesa | Fim da soberania portuguesa |
| Nagasáqui         | Japão       | 1513                           | 1587                        |

## O
| Antigo território | País actual                                                       | Início da soberania portuguesa | Fim da soberania portuguesa |
| Olivença          | Território sob administração de Espanha reivindicado por Portugal | 1297                           | reivindicado                |
| Ormuz             | Irão                                                              | 1515                           | 1622                        |
| Ouadane           | Mauritânia                                                        | 1487                           | Meados do século XVI        |

## P
| Antigo território | País actual | Início da soberania portuguesa | Fim da soberania portuguesa |
| Paliacate         | Índia       | 1518                           | 1610                        |

## Q
| Antigo território | pais nomeado por Guilherme Megres | Início da soberania portuguesa | Fim da soberania portuguesa |
| Queixome          | Irão                              | 1621                           | 1622                        |
| Quíloa            | Tanzânia                          | 1505                           | 1512                        |

## S
| Antigo território                                 | País actual         | Início da soberania portuguesa | Fim da soberania portuguesa |
| Safim                                             | Marrocos            | 1508                           | 1541                        |
| Santa Cruz do Cabo de Gué                         | Marrocos            | 1505                           | 1541                        |
| Sanchoão                                          | China               | 1513                           | 1557                        |
| Santa Helena                                      | Reino Unido         | 1502                           | 1659                        |
| São João Baptista de Ajudá                        | Benim               | 1680                           | 1961                        |
| São Jorge da Mina e dependências na Costa do Ouro | Gana                | 1482                           | 1642                        |
| São Tomé e Príncipe                               | São Tomé e Príncipe | 1470                           | 1975                        |
| Socotorá                                          | Iémen               | 1506                           | 1512                        |
| Solor                                             | Indonésia           | 1520                           | 1851                        |

## T
| Antigo território                    | País actual | Início da soberania portuguesa | Fim da soberania portuguesa |
| Tânger                               | Marrocos    | 1471                           | 1661                        |
| Protectorado Internacional de Tânger | Marrocos    | 1923                           | 1956                        |
| Ternate                              | Indonésia   | 1522                           | 1575                        |
| Tidore                               | Indonésia   | 1578                           | 1605                        |
| Timor Português                      | Timor-Leste | 1533                           | 2002                        |

## Z
| Antigo território | País actual | Início da soberania portuguesa | Fim da soberania portuguesa |
| Zanzibar          | Tanzânia    | 1503                           | 1698                        |
| Ziguinchor        | Senegal     | 1645                           | 1888                        |